# Paul Rigolle
Paul Rigolle (Roeselare, 11 december 1953) is dichter en schrijver, wielerfreak en schilder. Hij is redactielid van 'Digther', medewerker van 'Veduta', 'Poëzierapport' en het wielerblog 'Geelzucht'. Hij publiceerde wielerboeken zoals ‘Op de helling’ en ‘Vélo-Dromen’ (met Patrick Cornillie) en dichtbundels zoals 'Mond- en Clownzeer' en 'Van het hart een steen'. Voor VWS schreef hij het cahier over Magda Castelein, Patrick Cornillie en Philip Hoorne.

## Publicaties
- Mond- en Clownzeer, dichtbundel, Yang Gent, 1980.
- De Hel van het Noorden, dichtbundel, Vers St.Niklaas, 1982, bekroond met de Vers-Poëzieprijs.
- Overal en op alle Plaatsen, dichtbundel, Crop&Sla, 1986.
- Op de Helling, herinneringen van wielrenner Claude Criquielion, Grafikon, 1990.
- Vélo-Dromen, bloemlezing 'Het wielrennen in de Nederlandse Literatuur' met Patrick Cornillie, deBeer, 1991.
- We zullen dauw van je maken, Vws-Cahier over dichteres Magda Castelein, 2009.
- Van het hart een steen, gedichten Poëziecentrum, 2009.
- Patrick Cornillie, Vws-Cahier over dichter en schrijver Patrick Cornillie, 2011.
- Tot het bestaat, dichtbundel, 2013.
- Eind 2013 verscheen de monografie over kunstenaar Bernard Sercu “Het schrijn van de tijd” waarin Rigolle het voorwoord schreef.
- Wachten is het hele leven, Vws-cahier over dichter Philip Hoorne, 2014.
- Wij worden erts dat niemand delft, Essay over de Verzamelde poëzie van Frank Pollet, Uitgeverij Les Iles, 2024
- Het Omber en het Oker, dichtbundel, Uitgeverij P, 2025

## Literaire prijzen
- 1976: Basiel de Craeneprijs
- 1982: Vers-Poëzieprijs Sint-Niklaas (voor De hel van het Noorden)
- 1985: Poëzieprijs van de Vlaamse Club Brussel
- 1990: Padalicoprijs Brugge
- 1996: A. Rodenbachprijs Roeselare
- 1997: Poëzieprijs van de Stad Blankenberge
- 1998: Poëzieprijs van de Stad Oostende
- 1999: Poëzieprijs Gemeente Merendree (voor het typoscript Winterhart)
- 2004: Poëzieprijs van de Stad Izegem
- 2004: Eervolle vermelding Pablo Neruda-prijs (Frans Masereel-fonds)
- 2007: Harelbeke 3° Prijs, Prijs Culturele Centrale Boontje Sint-Niklaas
- 2008: Vermelding Poëzieprijs Mark Braet
- 2009: Literaire prijs Stad Harelbeke